# Wallerant Vaillant

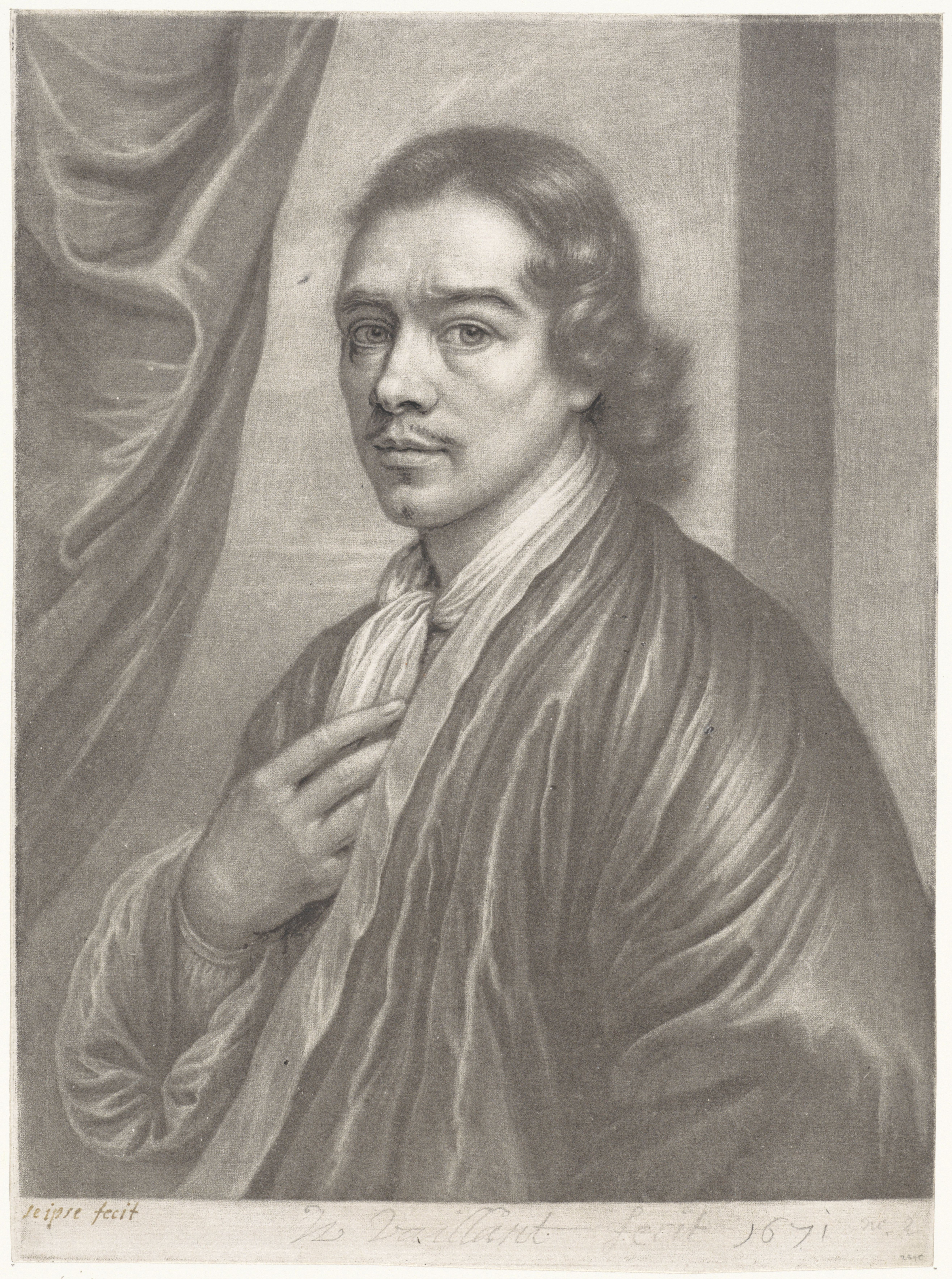
Zelfportret, ca 1671-1677

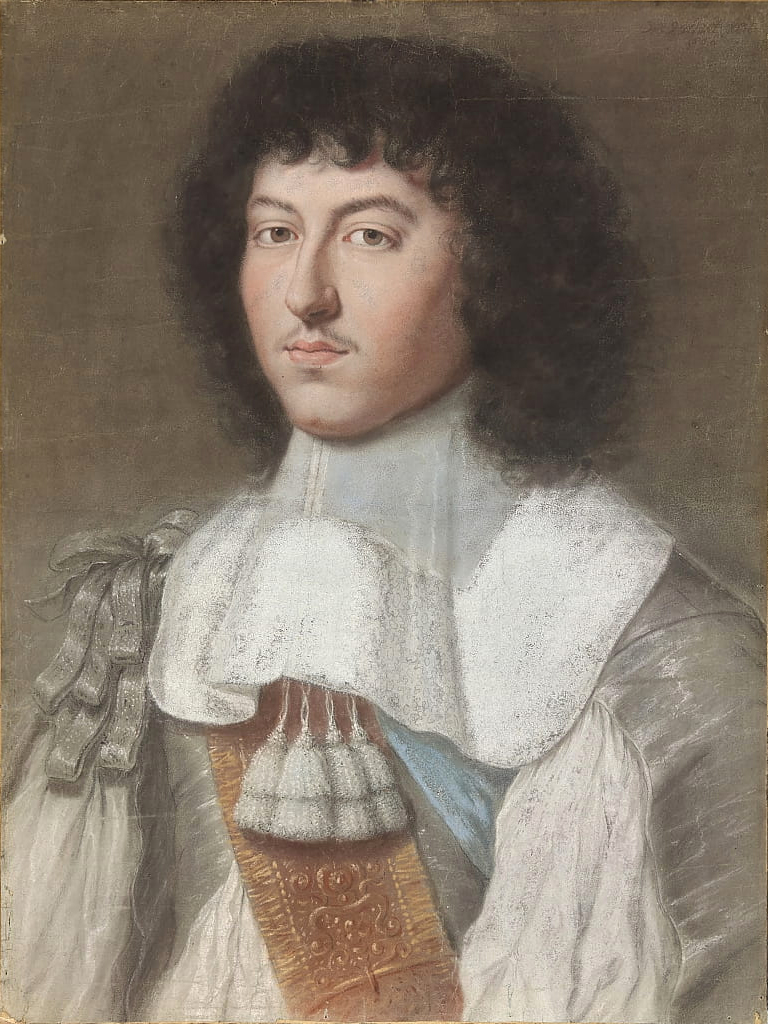
Lodewijk XIV van Frankrijk, pastel, 1660

Wallerant Vaillant (Rijsel, 30 mei 1623 - Amsterdam, 2 september 1677) was een Zuid-Nederlandse kunstenaar die bekend is als een van de vroegste beoefenaars van de mezzotint.

## Biografie
Wallerant Vaillant werd geboren als een van vijf zonen van de linnenkoopman Jean Vaillant (1597-1675). Hij begon zijn artistieke opleiding in Antwerpen, waar hij in de leer ging bij Erasmus Quellinus II.
In 1643 verhuisde Vaillant met zijn ouders naar Amsterdam. Kort daarna vertrok hij naar Middelburg, waar hij tussen 1647 en 1649 lid werd van het Sint-Lucasgilde.
In 1656 vertrok Vaillant naar Heidelberg en Frankfurt am Main, en ging er in de leer bij Ruprecht van de Palts, de uitvinder van de mezzotint.
Tussen 1659 en 1664 woonde Vaillant in Parijs op uitnodiging van de markies Antoine II de Gramont. Bij zijn terugkeer in Nederland in 1664 werd Vaillant hofschilder van Hendrik Casimir II van Nassau-Dietz, stadhouder van Friesland.
Naast zijn werk als schilder en prentkunstenaar was Vaillant actief als pastellist, tekenaar en kunsthandelaar.
Vaillant overleed op 28 augustus 1677 in Amsterdam en werd op 2 september 1677 begraven vanuit zijn woning aan de Fluwelen Burgwal. Zijn werk beïnvloedde later kunstenaars zoals Guillaume Dominique Jacques Doncre, Nicolas Bernard Lépicié en Anne Vallayer-Coster.

## Mezzotint
Vaillant was een van de eerste kunstenaars die mezzotint gebruikte. Deze techniek droeg bij aan zijn reputatie als veelzijdig kunstenaar. Hij maakte meer dan 200 mezzotinten die de eigenschappen van het procedé aantoonden.

## Portretten

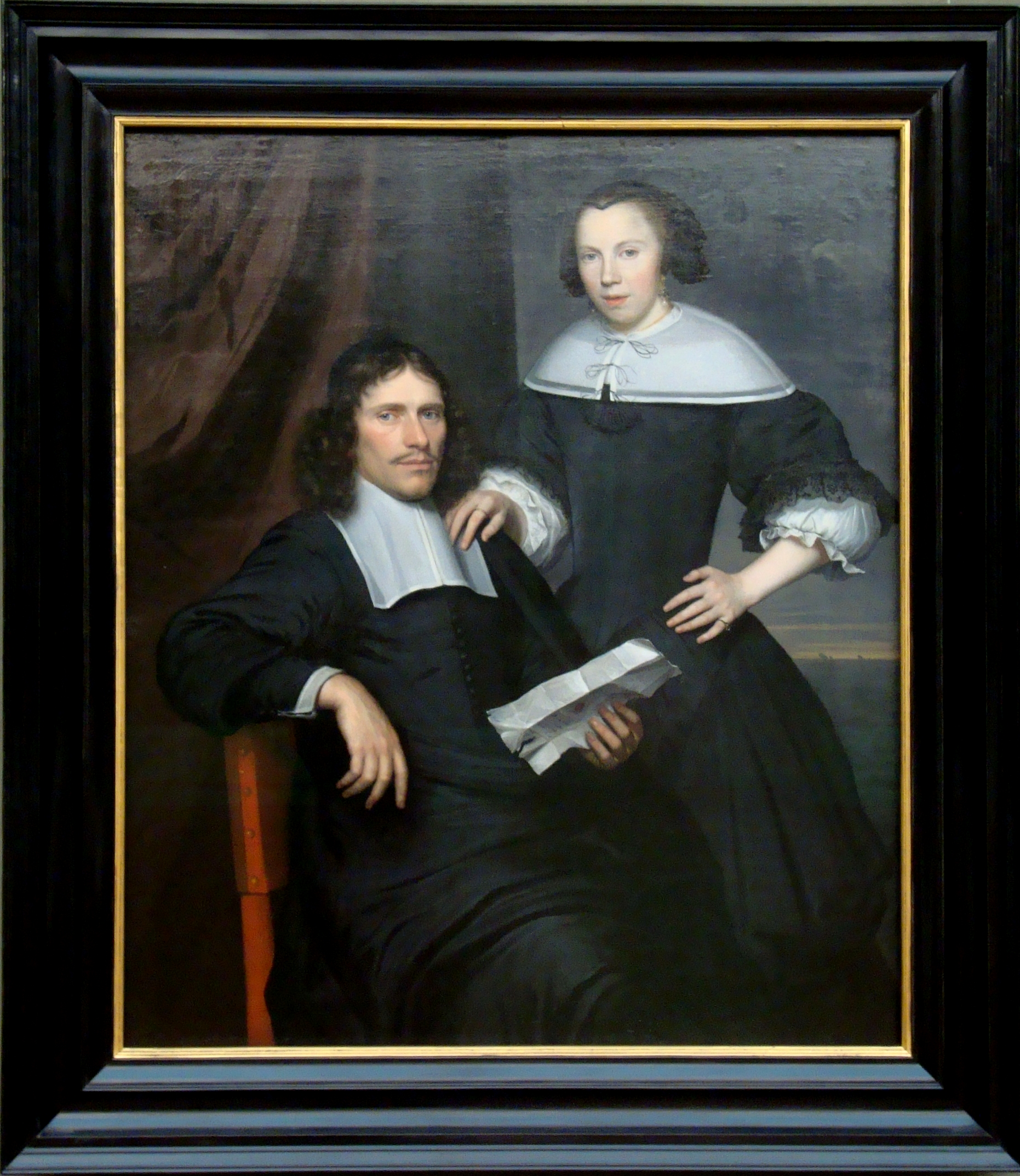
Een echtpaar door Wallerant Vaillant. Gemäldegalerie (Berlijn)

Vaillant kreeg belangrijke opdrachten en portretteerde Jan Six, Jan Bicker, Maria van Oosterwijck, Gillis Valckenier, Pieter de Graeff, Lodewijk XIV, Karel II van Engeland en diverse diplomaten bij de kroning van keizer Leopold I.

## Receptie
Hoewel Vaillant in zijn eigen tijd een veelgevraagde portrettist was, behoort hij niet tot de beroemdste namen van zijn tijd. Toch heeft hij grote invloed uitgeoefend op de grafiek in Nederland, doordat hij de mezzotint in Nederland introduceerde.
In 2024 werd er in Museum Van Loon een overzichtstentoonstelling gewijd aan het werk van Vaillant onder de titel Veelzijdig virtuoos - Wallerant Vaillant in Amsterdam.
- Biblioteca Nacional de España: XX1567255
- Bibliothèque nationale de France: cb147789165 (data)
- Biografisch Portaal: 54413437
- Gemeinsame Normdatei: 123190142
- International Standard Name Identifier: 0000 0000 6630 9589
- KulturNav: ef54cd65-0f9b-41a0-b8ed-2d8c0a7d3490
- Library of Congress Control Number: nr96013343
- Nationale Bibliotheek van Tsjechië: jo2018989667
- Nederlandse Thesaurus van Auteursnamen: 162677693
- RKD-Nederlands Instituut voor Kunstgeschiedenis: 78962
- Istituto Centrale per il Catalogo Unico: NAPV123508
- LIBRIS: 208429
- SNAC: w65z5p6w
- Système universitaire de documentation: 08625314X
- Union List of Artist Names: 500025331
- Virtual International Authority File: 18124811
- WorldCat: E39PBJgt3TWJMGDHf3wkrfxbh3